# 6e millennium v.Chr.
Het zesde millennium v.Chr. loopt vanaf 6000 tot 5001 v.Chr. Dit komt overeen met 7.950 tot 6.951 BP.

## Belangrijke gebeurtenissen
- ca. 5600 v.Chr. : Zwarte Zee, overstroming na de ijstijd. Het water van de Middellandse Zee overspoelt de Bosporus en de Zwarte Zee wordt zout. Dit is mogelijk de oorsprong van het zondvloedverhaal in het Gilgamesj-epos en de Bijbel.
- ca. 5500 v.Chr. : de Littorinazee is de voorloper van de huidige Oostzee. De landengte tussen Denemarken en Zweden breekt door en het Ancylusmeer loopt vol.
- ca. 5000 v.Chr. Straat Torres. Door de globale zeespiegelstijging verdwijnen de landverbindingen tussen Australië met Nieuw-Guinea en Tasmanië.

## Innovatie
- ca. 5500 v.Chr. : In Anatolië begint het chalcolithicum, het smelten van erts tot koper.
- ca. 5500 v.Chr. : Bouw van de grafheuvel van L'Anse Amour, de oudst gekende grafheuvel op het Amerikaanse continent.

## Cultuur

### Keramisch Neolithicum

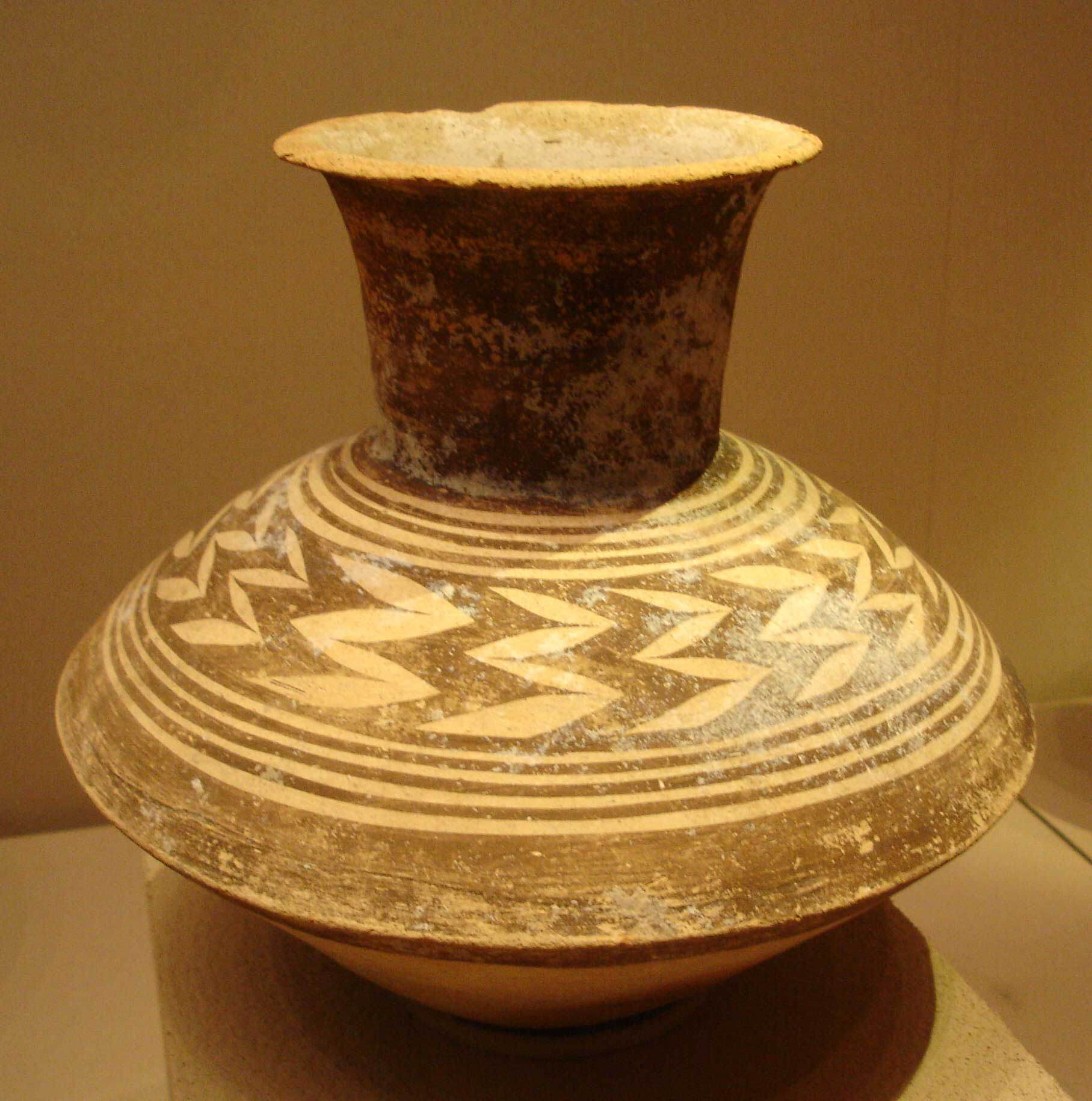
Aardewerk van de Obeid-cultuur

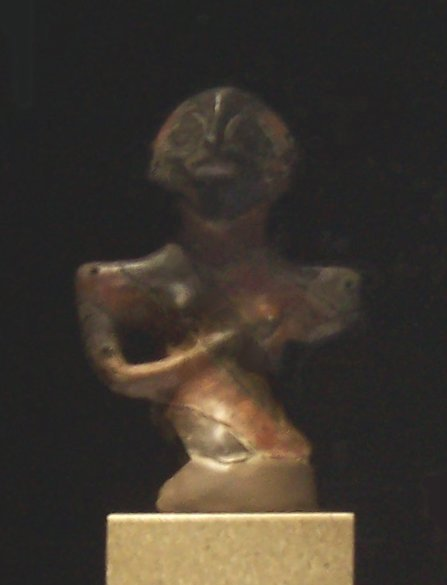
Beeld uit de Vinčacultuur

- Vanaf ca. 6000 v.Chr. begint de Samaracultuur in het zuidwesten van Rusland.
- Vanaf 6000 v.Chr. breidt de Halafcultuur met zijn karakteristieke huisindeling en terracotta figurines zich uit over het gehele regengebied van noordelijk Mesopotamië en ook delen van Anatolië en de Levant. Ze wordt gevolgd door de Obeidtijd. De bevolking neemt toe door geregelde toevoer van gerst, tarwe, vis en vlees. In Neder-Mesopotamië begint men met irrigatiewerken en ook met het bestuderen van de sterrenhemel om seizoenwisselingen vast te leggen.
- Tussen 6000 en 5500 v.Chr. bloeit de Hassunacultuur in het noorden van Irak. Er is landbouw, gebaseerd op drie soorten graan (emmertarwe, eenkoorn en een vorm van gerst), en veeteelt met schapen, geiten, rundvee en varkens.
- Rond 6000 v.Chr. verschijnt het eerste aardewerk in Korea.
- Mehrgarhcultuur. Het pottenbakken werd tegen 5500 v.Chr. toegepast in Zuid-Azië en luidde de regionaliseringsperiode van de Indusbeschaving in. Er wordt aangenomen dat de bewoners van Mehrgarh naar de vruchtbare Indusvallei migreerden toen Beloetsjistan door klimaatverandering verdorde.
- Bandkeramische cultuur. Begin van de Vinčacultuur op de Balkan en (late datering) van de Komsacultuur in Finnmark. Vanaf ca. 5300 v.Chr. wordt de Kongemosecultuur opgevolgd door de Ertebøllecultuur.

## Landbouw
- In Noord-China (onder andere in Banpo) is landbouw nu een gangbare manier van leven. Er worden twee soorten gierst verbouwd. Er zijn silo's voor graanopslag, tamme honden en varkens en er worden gewassen verbouwd zoals kool, jujube, pruimen en hazelnoten.
- 5200 v.Chr. - Ook in delen van Nederland en België wordt nu landbouw bedreven, maar dan alleen in de lössgebieden.
- In het gebied van het huidige Limburg voltrekt zich rond 5.500 v.Chr. de neolithische revolutie zeer snel; er worden huizen gebouwd, landbouw en veeteelt bedreven, en potten gebakken.

<<< · 10e · 9e · 8e · 7e · 6e · 5e · 4e · 3e · 2e · 1e · "0" · 1e · 2e · 3e · 4e